# Vademecum

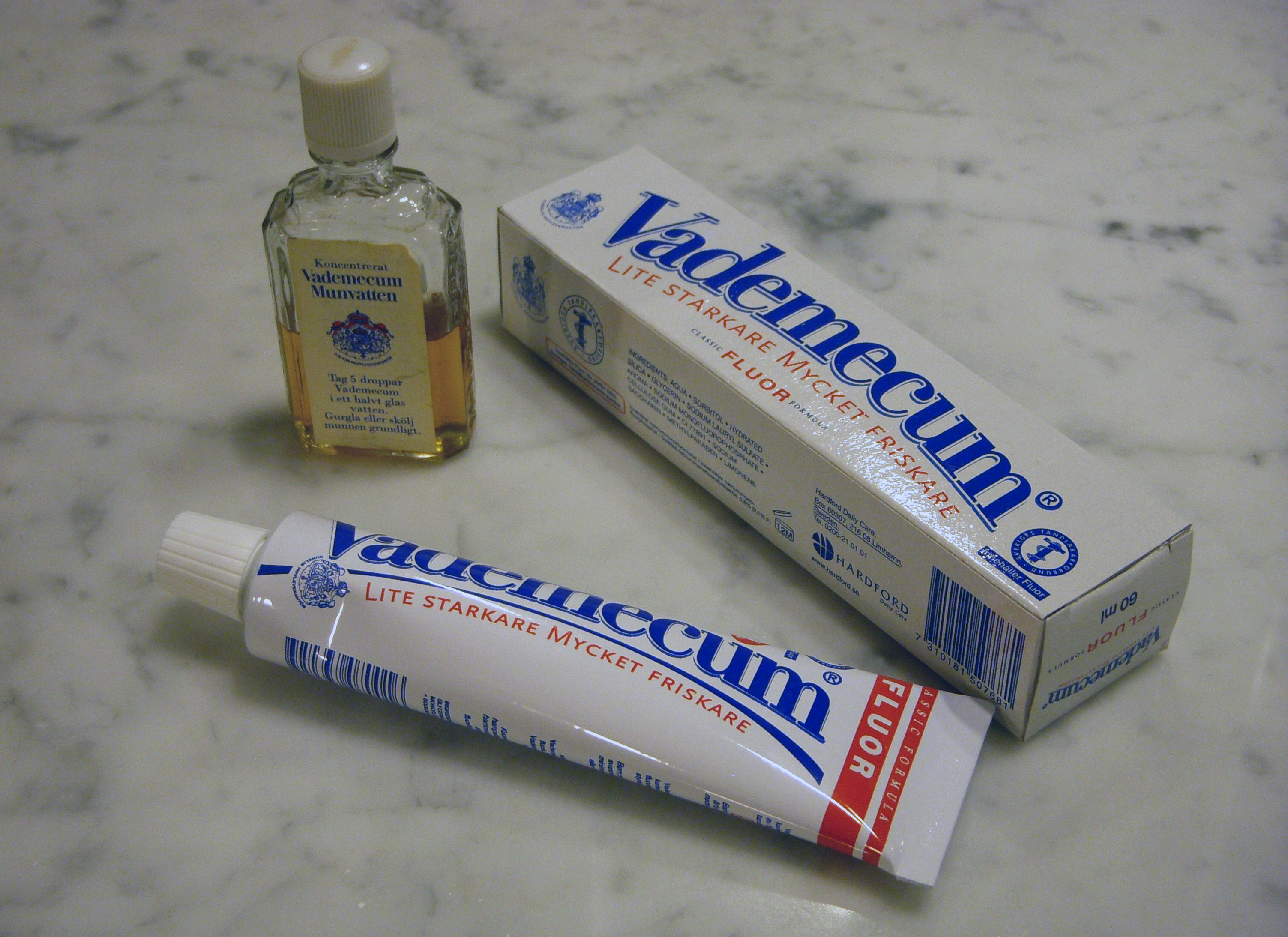
Vademecum munvatten och tandkräm

Vademecum, latin för "gå/kom med mig" är ett munvatten som används till munsköljning. Bland annat motverkar det dålig andedräkt. Det är ett koncentrerat munvatten som vanligtvis späds ut innan det används. Varumärket tillhör företaget Conaxess Trade.
Vademecum finns även som tandkräm.